# Zimmers Hole
Zimmers Hole, typographié Zimmer's Hole  fondé par le chanteur, guitariste Chris Valagao Mina. A leurs débuts, est un groupe canadien de thrash metal, originaire de Vancouver, en Colombie-Britannique. dans lequel évoluent plusieurs musiciens du groupe Strapping Young Lad. Le groupe produit des morceaux aux paroles humoristiques, n'hésitant pas à faire appel aux clichés du heavy metal.

## Biographie
Zimmer's Hole est formé en 1991 à Vancouver par Chris Valagao Mina, Jed Simon, Byron Stroud et Steven Wheeler. Alors que Jed Simon et Byron Stroud ont déjà intégré Strapping Young Lad, le groupe sort en 1997 un premier album produit par Devin Townsend et publié sur le label fondé par ce dernier, HevyDevy Records.
En 2001 sort le deuxième album, Legion of Flames. En 2002, le groupe se produit au With Full Force et au Dynamo Open Air, ainsi qu'un concert à Paris en ouverture d'un Strapping Young Lad qui amorce son retour après trois ans de sommeil (durant lequel Stroud et Simon, Valagao Mina continuaient cependant d'enregistrer et tourner avec Townsend). Au printemps 2003, un package réunissant le Strapping Young Lad, The Devin Townsend Band et Zimmers Hole sillonne les routes européennes.
Après la dissolution de Strapping Young Lad, Zimmers Hole reprend ses activités en 2007 avec leur nouveau batteur Gene Hoglan (Death, Dark Angel, Strapping Young Lad) et enregistre un troisième album publié l'année suivante par Century Media. Le groupe en fait la promotion en tournant en tête d'affiche au Canada, mais doit annuler coup sur coup une tournée américaine en ouverture de Sigh et leur participation à une tournée européenne de Soilwork.
Après des années de silence, le groupe se produit de nouveau sur scène en janvier 2016.

## Style musical et prestations scéniques
Le groupe pratique un mélange de speed metal, thrash metal et death metal et pastiche certains clichés du heavy metal comme les envolées lyriques de certains chanteurs de heavy metal sur le titre Re-Anaconda. Les paroles du groupe sont humoristiques et le plus souvent graveleuses, voire pornographiques, et satanistes. Le nom de leur troisième album, qui utilise le titre de morceaux de Mötley Crüe et de Venom, leur est inspiré par une pique envoyée par un membre de Forbidden au chanteur de Morbid Angel, David Vincent.
Lors des concerts Chris Valagao, qui travaille dans les effets spéciaux pour le cinéma, se déguise en démon doté d'un énorme pénis avec lequel il arrose les premiers rangs du public avec de l’alcool ou pénètre le mannequin du cadavre de son amante.

## Membres

### Membres actuels
- Chris Valagao Mina (West of Hell, Strapping Young Lad) - guitare, chant, claviers (depuis 1991)
- Jed Simon (Strapping Young Lad, Devin Townsend, Tenet) - guitare (depuis 1991)
- Byron Stroud (Strapping Young Lad, Fear Factory, 3 Inches of Blood, Devin Townsend, Tenet) - basse (depuis 1991)
- Gene Hoglan (Death, Dark Angel, Fear Factory, Devin Townsend) - batterie (depuis 2007)

### Anciens membres
- Lil' Sake - claviers (2008-?)
- Steven Wheeler (Tenet) - batterie (1991-2007)
- Will Campagna (Strapping Young Lad) - claviers (2002-2002)
- Chris Stanley - guitare (décédé en 2009[10])

## Discographie
- 1997 : Bound by Fire
- 2001 : Legion of Flames
- 2008 : When You Were Shouting at the Devil...We Were in League with Satan